# Уралборит
Уралборит (рос. уралборит; англ. uralborite; нім. Uralborit m) — мінерал, борат кальцію шаруватої будови.
За назвою Уральських гір і хімічного елемента бору (С. В. Малинко, 1960).

## Опис
Хімічна формула:
- 1. За Є. К. Лазаренком і К.Фреєм: Ca[B2O4]•2H2O.
- 2. За Г.Штрюбелем та З. Х. Ціммером: Ca[B2O4]•2H2O.
- 3. За «Fleischer's Glossary» (2004): CaB2O2(OH).

Склад у % (Урал): CaO — 35,27; B2O3 — 38,06; H2O — 19,08. Домішки: SiO2, Fe2O3, Al2O3, MgO.
Сингонія моноклінна. Призматичний вид. Форми виділення: радіальноволокнисті та тичкуваті аґреґати. Густина 2,6. Тв. 4,0. Безбарвний. Блиск перламутровий.

## Поширення
Знайдений у скарнових міднорудних родов. Уралу, де розвивається по кальциту разом з фроловітом. Супутні мінерали: котоїт, людвігіт, ашарит, сахаїт, ольшанськіт, коржинськіт, боркарит.